# Louis Wolowski
 (avril 2022).
Louis François Michel Raymond Wolowski, né Ludwik Franciszek Michał Reymond Wołowski le 31 août 1810 à Varsovie et mort le 14 août 1876 à Gisors (Eure), est un juriste, économiste et homme politique polonais naturalisé français.

## Biographie

### Origines familiales
Louis Wołowski, fils de Franciszek Wołowski, est descendant d'une grande famille de Juifs frankistes, convertis vers 1760 au catholicisme.
La famille Wołowski est issue d'Elisha Szor, descendant de Nephtali Szor, rabbin de Lublin. Elisha Szor est un disciple de Jacob Frank et ses enfants se convertissent au christianisme en 1759, en adoptant alors leur nom polonais. Le petit-fils d'Elisha, Salomon Szor devenu Franciszek Łukasz Wołowski, est secrétaire du roi de Pologne Stanislas Auguste et anobli en 1791. L'arrière-petit-fils d'Elisha, Franciszek Wołowski (1786-1844) est une personnalité du Royaume de Pologne. Il est avocat à la Cour suprême et député à la Diète en 1818, puis de 1825 à 1831 (il dirige alors la commission de législation). Il est anobli en 1823. Lors de l'insurrection polonaise de 1830-1831 contre le tsar, Franciszek Wołowski est un des membres du gouvernement provisoire.

### Jeunesse
De 1823 à 1827, Louis fait ses études secondaires à Paris, au lycée Henri-IV, obtenant un prix au Concours général. Il poursuit ensuite des études supérieures en Allemagne, obtenant un doctorat en droit à l'université de Heidelberg et un doctorat en économie politique à l'université de Tübingen.
Pendant l'insurrection polonaise de 1830, Louis Wołowski est capitaine d’état-major de l’armée polonaise insurgée, puis est nommé premier secrétaire de la légation polonaise à Paris.
Après la défaite de l'insurrection en septembre 1831, les Wołowski sont obligés à s'exiler et se réfugient à Paris.
Le 21 mars 1833, Louis épouse Laure Guérin (1814-1899) dont il a trois enfants. Il se fait naturaliser en 1834.

### Le juriste et l'économiste
Il s’inscrit à l’ordre des avocats de la cour d’appel de Paris, mais n’est pas attiré par cette activité qu’il pratique peu. À la suite d'une mauvaise expérience (croyant à l’innocence de jeunes gens accusés de viol, il obtient leur acquittement avant d’apprendre qu’ils étaient réellement coupables), il donne sa démission en 1853.
Il se consacre très tôt à des recherches dans les domaines du droit et de l’économie. En 1834, il fonde la Revue de législation et de jurisprudence ; ses recherches lui assurent une certaine réputation et, en 1839, il obtient que soit créée pour lui une chaire de « législation industrielle » au Conservatoire national des arts et métiers. Il est nommé en 1864 à la chaire d’économie politique.
Le 28 mars 1852, il fonde avec Xavier Branicki la Banque foncière de Paris, première société de crédit foncier en France qui devient le 10 décembre 1852 le Crédit foncier de France. Branicki devient un des principaux actionnaires et Wołowski en est le directeur général jusqu’en juillet 1854.
En 1855, il est élu membre de l'Institut (Académie des sciences morales et politiques, section d’économie politique, statistiques et finances) au fauteuil d'Adolphe Blanqui.
Membre actif de l'Association pour le Libre-échange/Free trade association (1846), il est partisan du bimétallisme en matière monétaire et du libre-échange en matière économique.

### L'homme politique
La Seconde République
Il soutient la monarchie de Juillet, mais se montre toujours très indépendant dans ses prises de positions et se rallie sans difficulté à la Deuxième République.
En avril 1848, il est élu député de la Seine à l’Assemblée constituante et est réélu à l'Assemblée législative en 1849. Il tente notamment d’agir en faveur la Pologne, vote pour l’expédition de Rome et la loi Falloux. Il vote aussi l’interdiction du territoire à la famille d’Orléans.
La Troisième République
Retiré de la vie politique à la suite du coup d’État de Louis-Napoléon Bonaparte, il y revient avec l'appui de l'Union parisienne de la presse lors des élections complémentaires de juillet 1871 (donc après la crise de la Commune). À nouveau élu dans la Seine, il siège au centre-gauche. Durant son mandat, qui prend fin le 10 décembre 1875, il contribue à la mise en place de la IIIe République en votant contre la restauration monarchique. Il joue également un rôle important dans les discussions financières.
Tout en étant libéral, Wołowski pense que l’État doit jouer un rôle de protection de la population : il contribue ainsi à l’adoption de la loi du 19 mai 1871, qui limite le travail des femmes et des enfants et crée des inspecteurs du travail.
Son poids et ses capacités lui valent d’être élu sénateur inamovible le 10 décembre 1875, mais son état de santé l'empêche de siéger.
Wołowski a eu un fils, Charles, et deux filles, Élisabeth et Françoise (dite Fanny). Cette dernière est l'épouse de Louis Passy, chez qui Louis Wołowski meurt en 1876
Il est inhumé au cimetière du Père-Lachaise (26e division).

## Décorations
Il a reçu de très nombreuses décorations (France, Pologne, Italie, Portugal, Brésil…).
- Officier de la Légion d'honneur (1851)[7]

## Œuvres
- De l'organisation du crédit foncier, 1848
- Études d’économie politique et de statistique, 1848 Disponible sur Gallica
- Introduction de l’économie politique en Italie, 1858
- La Question des banques, 1864
- Les Finances de la Russie, 1864
- Notions générales d’économie politique, 1866
- La Banque d’Angleterre et la banque d’Écosse, 1867
- La Liberté commerciale et le résultat du traité de commerce de 1860, 1869
- Le Travail des enfants dans les manufactures, 1868
- Le Change et la circulation, 1869
- La Question monétaire, 2e édition, 1869

Traductions, éditions
- G. Roscher, Les principes d’économie politique, trad. de L. Wolowski, 1856
- Nicolas Oresme, Traictié de la première invention des monnoies et Nicolas Copernic, Traité de la monnoie, éd. L. Wolowski, 1864